# 考克斯报告

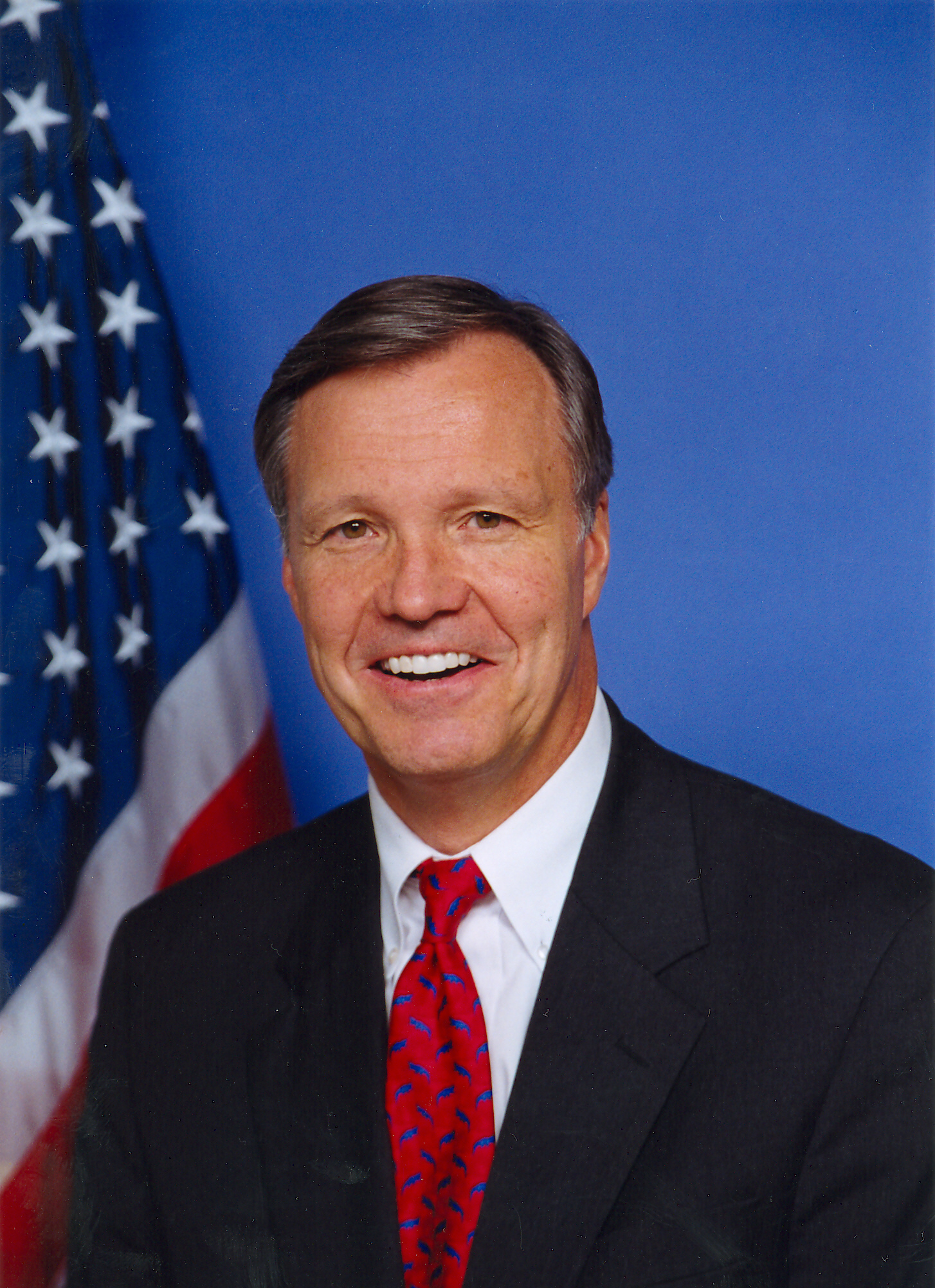
来自加利福尼亚州的共和党众议员克里斯托弗·考克斯主持编写了这份报告。

美國國家安全及中華人民共和國軍事/商業關係特別委員會的報告，俗称考克斯报告（英語：Cox Report），是一份由美国众议员克里斯托弗·考克斯领导起草的机密报告，其认为中华人民共和国于1980年代至1990年代在美国展开了大量的间谍活动。

## 美国众议院批准成立的委员会
该报告是“美国国家安全及中华人民共和国军事/商業关系特别委员会”的工作成果。这个由美国众议院于1998年6月18日以409-10票结果投票成立的特別委员会的任务是调查技术或其他信息是否转移到中华人民共和国，因为这些技术很有可能被用于加强已有核武器、发展洲际弹道导弹或研制其他大规模毁灭性武器。
在来自田纳西州的共和党参议员弗雷德·汤普森的领导下，美国参议院已经开始了类似的调查。汤普森在11个月前（1997年7月8日）就中国在1996年美国总统选举和国会选举中的影响召开了听证会。
| 多数党 | 少数党 |
| --- | --- |
| - 克里斯托弗·考克斯, 加利福尼亚州, 主席 - 波特·戈斯, 佛罗里达州, 副主席 - 道格·贝罗伊特, 内布拉斯加州 - 詹姆斯·V·汉森, 犹他州 - 柯特·韦尔登, 宾夕法尼亚州 | - 诺姆·迪克斯, 华盛顿州, 资深议员 - 约翰·斯普拉特, 南卡罗来纳州 - 露西尔·罗伊鲍尔·阿拉德, 加利福尼亚州 - 鲍比·斯科特, 弗吉尼亚州 |

该委员会的主席是来自加利福尼亚州的共和党众议员克里斯托弗·考克斯，他的名字成为该委员会的最终报告书的名字。除他之外分别各有四名民主、共和两党的成员，包括在这方面具有权威性的诺姆·迪克斯，以民主党成员名义参加。全体九名委员一致同意委员会的最终报告书。该报告的校订版于1999年5月25日向公众发布。

## 主要指控
考克斯报告载有对中国及其核武技术的五项主要指控：
- 中国窃取了有关美国七种最先进的热核武器的设计资料。
- 这些被窃取的机密使得中国人民解放军加速了自己的核武器的设计、开发及测试。
- 中国下一代的核武器将包含被窃取的美国设计信息的元素，并且可以与美国使用的武器相媲美。
- 这些基于被窃美国信息的小型弹头可能于2002年开始部署，也使中国能够将分导式多弹头技术整合在下一代导弹中。
- 这些窃取事件并不是孤立的事件，而是由中国国家安全部对美国武器实验室进行的长达几十年的情报活动的结果。此外，该报告描述了尽管由于发生丑闻使得实施新的安全措施，但非法活动仍可能持续存在。

尽管包括中华人民共和国政府在内的多个机构和团体认为该报告夸大或根本不符合事实，但该报告的作者及其支持者认为该报告的主旨是毋庸置疑的。该报告的基本结论如下，其段落引自上述文件的摘要：
|  | 中华人民共和国窃取了有关美国最先进的热核武器的设计资料。特別委员会认为，中国目前正在开发的下一代热核武器将包含窃取自美国设计信息的元素。中国对我国的国家核武器实验室的渗透至少在过去几十年中一直持续着，到今天几乎可以对此肯定。 中国以盗窃或其他方式非法获取了美国的导弹和空间技术，从而提高了中国的军事和情报能力。 |

## 反应

### 美国政府
考克斯报告的发布促成了重大的立法和行政改革。超过二十个专门委员会的建议已经颁布成为法律，其中包括成立一个新的国家核安全局来接管美国能源部的核武器安全职责。与此同时，没有任何一个人因涉嫌向中国提供核情报被判刑，而其中一个涉及到这些指控的案件即李文和案，最终也因为证据不足而不了了之。
针对报告中的指控，中央情报局任命已退休的美国海军少将大卫·耶利米审查和评估报告的调查结果。1999年4月，耶利米上将发布了一份支持考克斯报告主要指控的报告，即被盗信息已被用于开发或完善中国的导弹和/或核弹头。

### 中国政府
中国政府宣称所有指控“毫无根据”。

### 学术界
理查德·加文指出，被盗的有关W-70和W-88弹头的信息似乎不会直接影响美国的国家安全，因为基于这种技术开发的武器需要大规模的资源投入，而这并不是中国的核计划的最佳战略。
斯坦福大学国际安全与合作中心发布的一份评估报告称，考克斯报告所表达的语言“带有煽动性，有些指控似乎得不到很好的支持。”
约瑟夫·奇林乔内将这份报告称为“宣传品”。

### 相关起诉
考克斯报告中提及的两家美国公司劳拉空间与通讯公司和休斯电子公司后来被美国联邦政府以违反美国出口管制法起诉并获得成功，使得产生了自武器出口管制法案颁布以来数额最大的两起罚款。劳拉公司在2002年支付了1400万美元的罚款，休斯公司在2003年支付了3200万美元的罚款。